# Vojvodska palača, Sabbioneta
Vojvodska palača (italijansko Palazzo Ducale ali Palazzo Grande) je zgodovinska stavba v Sabbioneti v pokrajini Mantova. Ima dve nadstropji z osrednjo verando in kupolo s pogledom na Vojvodski trg. V drugi sobi v drugem nadstropju je družinsko drevo družine Gonzaga, na katerem so zapisani vsi člani družine z ženami in možmi. V tej palači je umrl vojvoda Vespazijan I. Gonzaga.

## Opis
To je bila prva pomembna stavba Vespazijana Gonzage (1531–1591) (sina Rodomonteja in Isabelle Colonna, vzgojenega v Fondiju pri znameniti teti Juliji Gonzaga) v idealnem mestu (città ideale), središču z istim imenom: bila je rezidenca vladajoče družine in središče politične, upravne in dvorske organizacije vojvodstva. 
V pritličju je lepa veranda prekrita z marmorjem. V prvem nadstropju (piano nobile) je zlata dvorana (sala d'oro) iz pozlačenega in barvanega lesa. V središču stropa prostora za pikado (saletta dei dardi) je grb vojvode obkrožen z ovratnikom iz zlatega runa, ki ga mu je podelil španski kralj Filip II.; izvirnik je bil najden v grobu, v bližnji cerkvi Kronane blažene device. 
Zanimive so: 
- soba vojvode Albe (sala del duca d'Alba) z veličastnim rožnatim marmornim kaminom;
- soba orlov (sala delle aquile) z lesenimi konjeniškimi kipi (nekoč ji je bilo deset), ki predstavljajo Vespazijana, očeta Luigija Gonzago "Rodomonteja", pradeda Gianfrancesca in Ludovica;
- galerija prednikov (la Galleria degli antenati), okrašena z groteskami, velikim portretom  Gonzage, njegove druge žene Ane Aragonske in edinega sina, ki je umrl zgodaj, Luigija Gonzage (1566–1580);
- slonja soba (sala degli elefanti);
- levja soba (sala dei leoni) s plemiškim grbom z dvema heraldičnima mačkama;
- soba mestne hiše in angela (sala delle città e dell'angelo) s cedro na stropu;;
- soba osmerokotnikov in grozdov (sala degli ottagoni e dei grappoli), v kateri je bila bogata Vespazijanova knjižnica.

Avtorja fresk sta bila med drugimi Bernardino Campi in Alberto Cavalli. 
Po smrti vojvode (26. februarja 1591) je palačo, preostala sredstva in nepremičnine podedovala njegova hči Isabella Gonzaga (1565–1637), žena Luigija Carafe della Stadera. 